# Juillet 1983

## Événements
- Le régime socialiste du Nicaragua est en proie à des incursions de guérilleros, les « Contras », venus du Honduras.
- Commission Kissinger (commission nationale bipartisane sur l'Amérique centrale[1]) convoquée pour étudier les menaces qui pèsent sur les intérêts nord-américains dans la région. Elle conclut que l'origine de la crise est à chercher dans la pauvreté, l'injustice et des régimes politiques peu enclins aux réformes. Mais l'administration Reagan retient l'idée que les causes de la déstabilisation des démocraties sont l'exploitation d'une situation volatile faite par des forces hostiles aux valeurs occidentales et recevant l'appui soviétique.

- 1er juillet :
  - Grève des mineurs du cuivre de la compagnie Phelps Dodge (Arizona) à la suite d'une diminution des salaires, des primes et des mesures de sécurité[2].
  - Accident d'un Iliouchine Il-62 de Chosonminhang, qui s'écrase en terrain montagneux en Guinée, causant la mort des 21 personnes se trouvant à bord.
- 16 juillet (Formule 1) : Grand Prix de Grande-Bretagne.

- 21 juillet (Antarctique) : la température la plus basse du monde de –89,2°C est enregistrée à la base Vostok.

- 22 juillet : l'état de guerre est annulé en Pologne après un voyage du pape couronné de succès.
  - Manifestations et arrestations se multiplient. Solidarité devient un mouvement d'opposition clandestin, soutenu par l'Église catholique.

- 23 juillet[3] : guerre civile du Sri Lanka menée par des mouvements séparatistes Tamouls (Eelam Tamoul, Tigres). Les Tigres (LTTE) passent à l’action terroriste, ce qui déclenche des affrontements entre Tamouls et Cingalais ; Le vol Air Canada 143 parvient miraculeusement à atterrir sur l'aérodrome de Gimli.

- 30 juillet - 6 août : le 68e congrès mondial d’espéranto a lieu à Budapest. Il est suivi par 4834 participants venus de 65 pays et a pour thème « Aspects sociaux et linguistiques de la communication moderne ».

## Naissances
- 1er juillet : 
  - Marit Larsen, chanteuse norvégienne.
  - Leeteuk de son vrai nom Park Jeong-su, chanteur coréen.
- 3 juillet : Dorota Masłowska, écrivain romancière, dramaturge et journaliste polonaise.
- 4 juillet : Miguel Angel Munoz, chanteur et acteur.
- 10 juillet : Kim Heechul, chanteur coréen.
- 14 juillet : Igor Andreev, joueur de tennis russe.
- 16 juillet : Eleanor Matsuura, actrice britannique.
- 17 juillet : 
  - Sarah Jones, actrice américaince.
  - Joker Xue, auteur-compositeur-interprète chinois.
- 24 juillet : Nataliya Gumenyuk, journaliste ukrainienne.
- 26 juillet : 
  - Khadija Chbani, escrimeuse marocaine.
  - Kelly Clark, snowboardeuse américaine.
  - Desiree Linden, athlète américaine.
  - Aymen Hammed, handballeur tunisien.
  - Naomi van As, joueuse de hockey sur gazon néerlandaise.
  - Ken Wallace, kayakiste australien.
- 28 juillet : Vladimir Stojković, footballeur serbe.

## Décès
- 1er juillet : Richard Buckminster Fuller, architecte, designer, inventeur et écrivain américain (° 12 juillet 1895).
- 4 juillet : Dr John Bodkin Adams, médecin généraliste anglais et tueur en série (° 21 janvier 1899).
- 11 juillet : Ross Macdonald, pseudonyme de Kenneth Millar, écrivain canadien et américain, auteur de roman policier (° 13 décembre 1915).
- 13 juillet : Gabrielle Roy, écrivaine canadienne (° 22 mars 1909).
- 29 juillet : Luis Buñuel, réalisateur espagnol (° 22 février 1900).